# ピンクのリップスティック
ピンクのリップスティック (韓国語: 분홍 립스틱; RR: Bunhong Lipseutik) は、パク・ウネ、イ・ジュヒョン、パク・グァンヒョン、ソ・ユジョン主演の2010年の韓国のテレビドラマです。 2010年1月11日から8月6日までMBCで月曜日から金曜日の午前7時50分に全149話が放送された。

## あらすじ
ユ・ガウンは大学時代の恋人パク・ジョンウと結婚した優しい性格の女の子です。 しかし、後に彼女は、夫が親友のキム・ミランと不倫関係にあり、養女ナリが実はジョンウとミランの愛子であることを知る。 ジョンウと離婚した後、ガウンはハ・ジェボムと出会い、深い恋に落ちる。 しかし、ジョンウが父親の失脚を画策し、弟のソンウンを獄死させたことを知ったガウンは、愛を脇に置き、ジョンウとミランへの復讐を果たそうとする。 彼女はまず、ジェボムの叔父で裕福な衣料品小売業者のメン・ホゴルと婚約することから始めます。

## キャスト
- パク・ウネ：ユ・ガウン役
- イ・ジュヒョン：パク・ジョンウ役
  - リュ・ウィヒョン：幼い頃のパク・ジョンウ役
- パク・グァンヒョン：ハ・ジェボム役
- ソ・ユジョン：キム・ミラン/ジュリア・キム役
- パン・ジュンソ：若き日のキム・ミラン役

## 延長
放映分量が130部作から19回延長され、149部作に変更・確定した。

## 受賞歴
| 年   | 受賞歴           | カテゴリー     | 受信機     | 結果 | ノート |
| ---- | ---------------- | -------------- | ---------- | ---- | ------ |
| 2010 | MBC Drama Awards | 素晴らしい女優 | パク・ウネ | 受賞 | [ 1 ]  |

## 国際放送
- 日本: KNTV, BS朝日
- イラン: GEM TV (2011)
- フィリピン: TV5 (2012)
- タイ: True Asian Series (2012)
- ベトナム: VTV3 (24/05/2013)
- インドネシア: Indosiar (2014)